# Norrköpings Östra Eneby församling
Norrköpings Östra Eneby församling var en församling i Linköpings stift inom Svenska kyrkan i Norrköpings kommun. Församlingen uppgick 2010 i Kolmårdens församling.
Församlingskyrka var Östra Eneby kyrka.
År 2006 fanns i församlingen 12 266 invånare.

## Administrativ historik
Församlingen har medeltida ursprung med namnet Eneby församling som senast 1760 skrevs Östra Eneby församling. Detta namn ändrades till Norrköping Östra Eneby 1 maj 1920. 
Församlingen utgjorde ett eget pastorat till 1995. 1995 utbröts Svärtinge församling och församlingen var därefter till 2010 modeförsamling i pastoratet Östra Eneby och Svärtinge. Församlingen uppgick 2010 i Kolmårdens församling.
Församlingskod var 058104.

## Kyrkoherdar
| Ämbetstid  | Namn                       | Levnadstid | Övrigt                                           |
| ---------- | -------------------------- | ---------- | ------------------------------------------------ |
| 1364–1384  | Hemmingus                  | –1411      | Senare frater ab extra vid Vadstena kloster.     |
| 1404–1413  | Paeter                     |            |                                                  |
| 1500-talet | Morthen                    |            |                                                  |
| 1523–1544  | Matthias Petri             | –1544      |                                                  |
| 1545–1585  | Erasmus Erici              | –1585      |                                                  |
| 1586–1613  | Nicolaus Erici             | –1613      |                                                  |
| 1615–1635  | Claudius Andreæ            | 1585–1635  |                                                  |
| 1636–1648  | Matthias Andreæ            | –1653      | Senare kyrkoherde i Ljungs församling.           |
| 1648–1666  | Hemingus Erici Lotonius    | Död 1676   | Senare kyrkoherde i Västra Tollstads församling. |
| 1666–1671  | Ericus Hemmingius          | 1629–1679  | Senare kyrkoherde i Svanshals församling.        |
| 1672–1693  | Melchior Melchioris Glatte | –1693      |                                                  |
| 1695–1708  | Jonas Björkman             | 1630–1708  |                                                  |
| 1710–1728  | Ericus Exing               | 1663–1728  |                                                  |
| 1730–1759  | Johan Wettersten           | 1691–1759  |                                                  |
| 1760–1783  | Magnus Moselius            | 1708–1783  |                                                  |
| 1786–1824  | Samuel Ekeroth             | 1755–1824  |                                                  |
| 1825–1847  | Johan Wætterdahl           | 1770–1847  |                                                  |
| 1849–1869  | Mårten Gustaf Sjögren      | 1806–1869  |                                                  |
| 1869–1906  | Christian Ekeborgh         | 1824–1906  | Kyrkoherde och kontraktsprost.                   |
| 1909–1941  | Carl Sundell               | 1857–1947  | Kyrkoherde och kontraktsprost.                   |
| 1982–1984  | Anna Greta Erikson         | 1922–      | [ 6 ]                                            |

### Kapellpredikanter
Kapellpredikanter vid Marieborgs kapell.
| Ämbetstid | Namn                | Levnadstid | Övrigt                                    |
| --------- | ------------------- | ---------- | ----------------------------------------- |
| 1763      | Magnus Palmblad     |            | Senare kyrkoherde i Tingstads församling. |
| 1767–1770 | Samuel Ernst Walbom |            | Senare fängelsepredikant i Norrköping.    |

### Pastorsadjunkter
Tjänsten som pastorsadjunkt inrättades i församlingen 1908 och skulle 1920 ändras till komministertjänst.
| Ämbetstid | Namn                      | Levnadstid | Övrigt                                     |
| --------- | ------------------------- | ---------- | ------------------------------------------ |
| 1908–     | Sven Oskar Eskil Dahlberg |            | Senare komminister i Kvillinge församling. |
| 1916–     | Thure Harald Aspegren     |            |                                            |

### Predikanter
Lista över predikanter vid Norrköpings arbetsanstalt och försörjningsanstalt.
| Ämbetstid | Namn                           | Levnadstid | Övrigt                                     |
| --------- | ------------------------------ | ---------- | ------------------------------------------ |
| 1845      | Adolf Johansson                |            | Senare kyrkoherde i Ukna församling.       |
| 1863      | Christian Ekeborgh             | 1824–1906  | Senare kyrkoherde i församlingen.          |
| 1866      | Per Magnus Ferdinand Holmqvist |            | Senare kyrkoherde i Björsäters församling. |
| 1872      | Wilhelm Metzén                 |            | Senare kyrkoherde i Skänninge församling.  |
| 1876-1900 | Ulrik Mikael Lundgren          | 1829–1907  |                                            |
| 1900-     | August Laurén                  |            | Senare sjukhuspredikant i Norrköping.      |

### Huspredikant
Lista över huspredikanter på Svärtinge.
| Ämbetstid | Namn                | Levnadstid | Övrigt                                      |
| --------- | ------------------- | ---------- | ------------------------------------------- |
| 1822–1824 | Paul Johan Könsberg | 1797–1865  | Senare kyrkoherde i Kullerstads församling. |

## Klockare och organister
| Ämbetstid | Namn                | Levnadstid | Övrigt                |
| --------- | ------------------- | ---------- | --------------------- |
| 1703–1712 | Jöns Lennartsson    |            | Klockare              |
| 1745–1773 | Jonas Andersson     | 1706–1773  | Klockare              |
| 1765–1800 | Lars Lagerqvist     | 1737–1800  | Organist och klockare |
| 1804–1822 | Lars Vigren         | 1776–1822  | Organist och klockare |
| 1823–1866 | Eric Tollén         | 1787–1866  | Organist och klockare |
| 1867–1874 | Olof Eriksson       | 1838–1874  | Organist och klockare |
|           | Gunnar Ek           | 1900–1981  | Organist.             |
| 1943–1964 | Valdemar Pettersson | 1908–      | Organist.             |